# Dood van Kerwin Duinmeijer
De dood van Kerwin Duinmeijer was een gewelddadige gebeurtenis in 1983 in Amsterdam. In de nacht van 20 op 21 augustus van dat jaar vond in de Damstraat een ruzie plaats, waarbij de 15-jarige Duinmeijer (officiële achternaam: Lucas) door een messteek in zijn rechter buikstreek ernstig gewond raakte. Het slachtoffer overleed enkele uren later in de nacht in een ziekenhuis aan bloedverlies. De dader was de 16-jarige skinhead Nico Bodemeijer.
Omdat er voorafgaand door Bodemeijer racistische taal richting Duinmeijer werd geuit, werd en wordt door velen verondersteld dat racisme de voornaamste rol heeft gespeeld. Niettemin stelde de kinderrechter in haar vonnis dat het niet aannemelijk is gemaakt dat racisme het wezenlijk motief voor de daad is geweest. De stichting Vrienden van Kerwin organiseert jaarlijks een herdenkingsmanifestatie in Amsterdam.

## Achtergrond en toedracht
Kerwin Urleson Lucas werd op 5 juni 1968 in Willemstad (Curaçao) geboren. In 1977 verhuisde hij samen met zijn moeder, broer en zus naar Nederland. Het gezin woonde op verschillende adressen, en was van december 1980 tot november 1981 gehuisvest in een pension in Amsterdam-West. Thuis boterde het niet tussen Kerwin en zijn moeder en hij trok in bij het gezin van een vriend en buurjongen: de familie Duinmeijer. Kerwin voelde er zich thuis en werd in het gezin opgenomen. Hij ging de achternaam Duinmeijer voeren en de ouders werden door de Raad voor de Kinderbescherming aangewezen als zijn wettelijke voogd.
Op zaterdagavond 20 augustus 1983 vierden Kerwin, zijn pleegbroer Eric en twee vrienden gezamenlijk de verjaardag van een van hen. Ze kwamen kort na middernacht thuis in de woning van de familie Duinmeijer aan de Overtoom, maar gingen vervolgens weer op pad. Na door de stad te zijn gelopen, kwamen ze ongeveer een uur later bij een shoarmazaak in de Damstraat, waar ze eten en drinken bestelden. Bij het verlaten van de snackbar kreeg Kerwin ruzie met twee skinheads die onder invloed van alcohol waren. Een daarvan zou gezegd hebben: "Je mag niet in die straat lopen en ga terug naar jouw eigen land." Hierop zei Kerwin tegen de skinheads: "Ik heb mijn benen bij mijn geboorte gekregen om te lopen en dat mag ik doen waar ik wil." Na een hevige woordenwisseling en fysiek handgemeen, werd hij in zijn buik gestoken door een derde skinhead die zich bij zijn twee vrienden had gevoegd.
Kerwin Duinmeijer rende gewond naar de Dam, opende de deur van een taxi en vroeg naar het ziekenhuis gebracht te worden. De taxichauffeur weigerde hem te vervoeren. Een tweede taxichauffeur verleende eerste hulp en regelde een ambulance, die twintig minuten later arriveerde. Duinmeijer, die geraakt was in zijn lever en hierdoor een slagaderlijke bloeding had, overleed enkele uren na aankomst in het Onze Lieve Vrouwe Gasthuis aan bloedverlies.
De politie arresteerde kort na de (fatale) steekpartij twee mannen van respectievelijk 18 en 21 jaar oud. Nadat de media op maandag berichtten over het voorval, meldde de 16-jarige Nico Bodemeijer zich bij de politie. Hij verklaarde Duinmeijer met een knipmes te hebben neergestoken. De twee eerder aangehouden verdachten waren inmiddels vrijgelaten.
Na de gebeurtenis stelde het bestuur van de Taxicentrale Amsterdam dat de weigerende chauffeur een menselijke beoordelingsfout had gemaakt en niet had ingezien hoe ernstig de situatie was. Chauffeurs hebben weliswaar de instructie geen gewonden mee te nemen, maar behoren wel hulp te verlenen. Bestuurslid Joop Wilkers van de Taxicentrale stelde enkele dagen na de gebeurtenis dat het niet zo is dat chauffeurs mensen moeten laten doodbloeden, maar dat het tegen de regels zou zijn gewonden te vervoeren.

## Vervolging en veroordeling van de dader
De strafzaak tegen Bodemeijer werd in verband met zijn minderjarigheid achter gesloten deuren behandeld. Op maandag 23 januari 1984 legde de kinderrechter hem de maatregel op van opname in een inrichting voor buitengewone therapeutische behandeling (een soort tbs-regeling voor minderjarigen). De uitspraak was gelijk aan de eis van de officier van justitie.
De kinderrechter verklaarde bewezen dat Bodemeijer Duinmeijer opzettelijk zwaar lichamelijk letsel had toegebracht, de dood ten gevolge hebbende. Zij achtte echter niet bewezen dat hij Duinmeijer met voorbedachten rade van het leven beroofde en stelde in haar vonnis dat het niet aannemelijk was geworden dat racisme een wezenlijk motief voor de daad was geweest. De kinderrechter baseerde zich in dat oordeel op een rapport van het Pieter Baan Centrum. Omdat Bodemeijer leed aan een ontwikkelingsstoornis, konden zijn uitspraken niet voor vol worden genomen. De stoornis maakte bijvoorbeeld dat hij geneigd was kritiekloos meningen van anderen over te nemen. 
De kinderrechter had bepaald dat Bodemeijer ten minste tot zijn 21e moest worden behandeld, omdat hij onvoldoende controle over zichzelf had, bleef hij een gevaar voor zijn omgeving. Hij werd geplaatst in een kliniek in Amersfoort, die speciaal was ingesteld op de behandeling van een dergelijke stoornis. Begin 1988 kwam hij op 20-jarige leeftijd vervroegd vrij.
In 1989 werd Bodemeijer voor een ander geweldsmisdrijf tot vijf jaar cel veroordeeld. In 1999 kreeg hij vijf maanden cel voor het van een balkon gooien van een wielklem naar twee parkeerwachten. Begin januari 2012 overleed Bodemeijer. Volgens de Amsterdamse zender AT5 had hij zelfmoord gepleegd. Hij was toen overigens al een tijd ernstig ziek.

## Racistisch motief
Vanaf de dag na het misdrijf is er gespeculeerd over een racistisch motief van de verdachte. Na de veroordeling bleven er vraagtekens gezet worden bij de overweging van de rechter dat niet bewezen was dat racisme een wezenlijk motief voor de daad zou zijn geweest. Er werd op gewezen dat de dader een tatoeage met '100% white' op zijn arm zou hebben gehad en dat getuigen verklaarden hem 'vuile nikker' naar Duinmeijer te hebben horen schreeuwen en hem de Hitlergroet zouden hebben zien brengen. In de documentaire Kerwin, teken van de tijd van filmmaker Froukje Bos, uitgezonden in december 1984 op de Nederlandse televisie, zegt een daarin als beweerde ooggetuige opgevoerde persoon dat Bodemeijer tijdens de steekpartij riep "Ga terug naar je eigen land!".
Een belangrijke verdediger van de lezing dat het een racistische moord betrof, werd de twee maanden later, in oktober 1983, in het leven geroepen organisatie Radar, Nederlands eerste officiële bureau voor racismebestrijding dat als meldpunt voor gesignaleerde racistische incidenten zou gaan fungeren.
In 2008 verklaarde Bodemeijer in een interview met documentairemaker Kees Vlaanderen van de Humanistische Omroep over die uitspraak dat hij niet meer wist of hij dat gezegd had en dat hij het niet als zodanig bedoelde. In het interview zei hij tevens dat Duinmeijers huidskleur voor hem geen rol speelde en dat het net zo goed iemand anders had kunnen zijn. Duinmeijer zou echter degene geweest zijn die hem, samen met vier anderen, uitdaagde. Bodemeijer zou een ontstane ruzie hebben willen sussen. Volgens de agent die Bodemeijer als verdachte verhoorde, had hij verklaard dat Duinmeijer een "vieze nikker" was en dat hij "niet vies moest kijken".  Bodemeijer zou volgens filmmaker Vlaanderen pas na zijn gevangenisstraf zijn geradicaliseerd tot een racistische skinhead. De stichting Vrienden van Kerwin en de familie van Duinmeijer spraken dit in een reactie tegen.
Tijdens zijn gevangenschap schreef Bodemeijer brieven naar bevriende skinheads. In een van de uitgelekte brieven – die indertijd in de Nieuwe Revu werden gepubliceerd – schreef Bodemeijer: "Bij de rechtbank heb ik dus alles op een vechtpartij geschoven en ik heb gezegd dat het niets met racisme te maken had, en dat geloofden ze dus (haha). Ze moesten eens weten. Ik heb nog steeds een hekel aan twee dingen: discriminatie en niet-Nederlanders dus zwarten, bruinen, joden, gelen, enzovoort (haha)". Bodemeijer, die een tatoeage had met de tekst "100% white", werd na zijn vrijlating onder meer actief bij de Centrumdemocraten.
De jaarlijkse herdenking georganiseerd door de stichting Vrienden van Kerwin spitst zich toe op het thema racisme en stelt dat Duinmeijer werd doodgestoken, enkel om het feit dat hij zwart was.

## Nagedachtenis

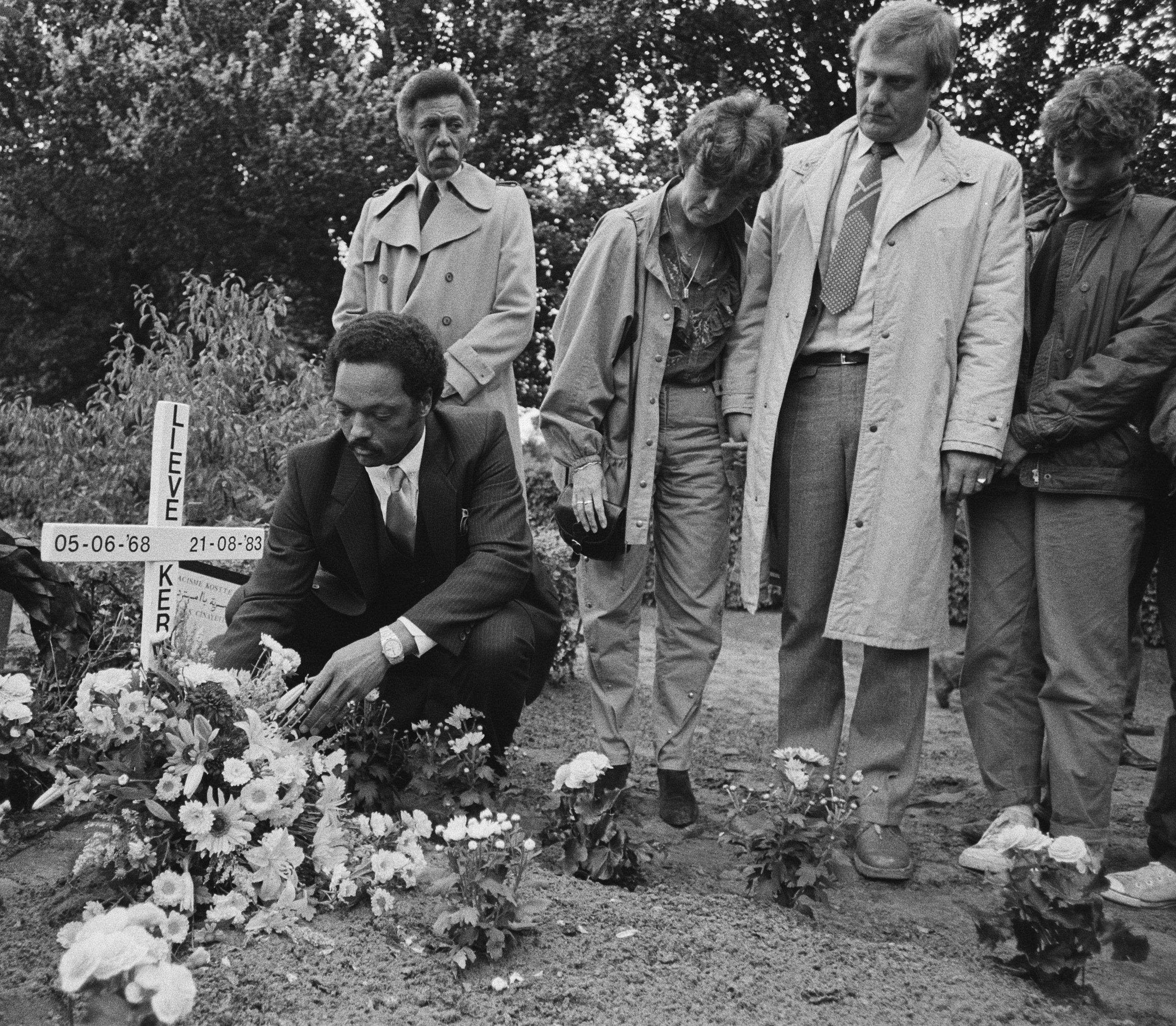
Jesse Jackson met achter zich de pleegouders van Kerwin Duinmeijer

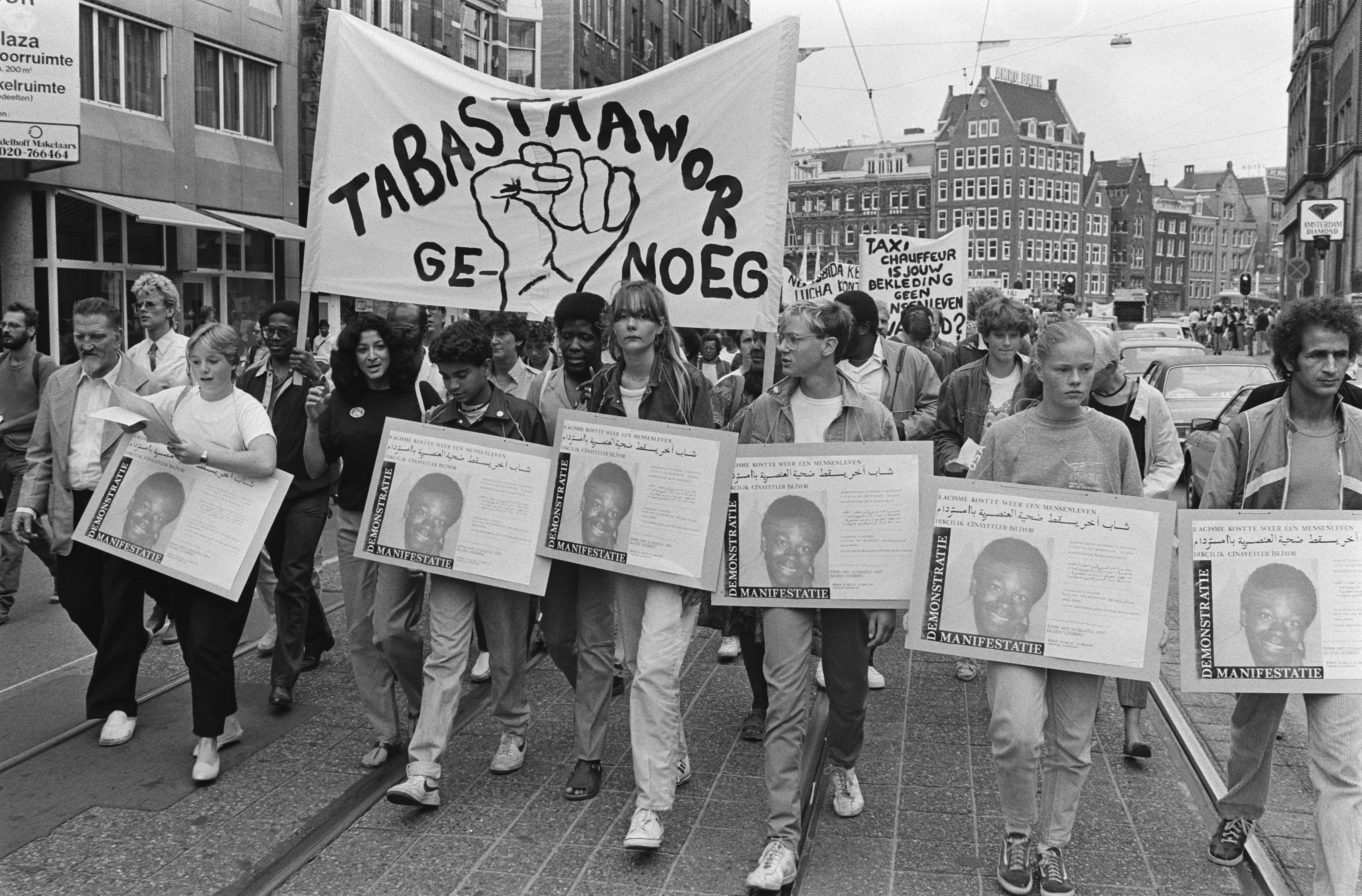
Demonstranten op 27 augustus 1983 in Amsterdam.

Kerwin Duinmeijer werd op 26 augustus 1983 op begraafplaats Zorgvlied begraven. De begrafenis werd onder andere bijgewoond door de Amsterdamse burgemeester Ed van Thijn. Enkele weken later werd het graf bezocht door de Amerikaanse mensenrechtenactivist Jesse Jackson. Het kruis dat aanvankelijk op het graf stond, is later vervangen door een grafsteen met de teksten "Lieve Kerwin" en "Black is beauty" (later "Black is beautiful"). Kerwins vriend/pleegbroer Eric Duinmeijer overleed in 2012 op 43-jarige leeftijd aan kanker en werd bij hem in het graf begraven, waarna er een nieuwe grafsteen werd geplaatst met beide namen.
Naar aanleiding van de dood van Kerwin vond er een dag na de begrafenis in Amsterdam een demonstratie plaats. De ongeveer 5000 demonstranten liepen van het Beursplein naar het standbeeld van De Dokwerker op het Jonas Daniël Meijerplein en keerden zich tegen racisme en discriminatie. Op het eindpunt vond een manifestatie plaats waarbij het woord werd gevoerd door verschillende organisaties van minderheden, de Anne Frank Stichting, de pleegvader en de pleegzus van Kerwin en wethouder Walter Etty. Etty zei hierbij toe de strijd tegen discriminatie en racisme vanuit de gemeente te willen ondersteunen.
Elk jaar op 20 augustus vindt in Amsterdam de Kerwin Duinmeijer-herdenking plaats met een tocht van de Dam naar het Vondelpark, waar het standbeeld Mama Baranka (Moeder Aarde) staat, gemaakt door de Nederlands-Antilliaanse beeldend kunstenaar Nelson Carrilho. Het monument werd ter nagedachtenis aan Duinmeijer in 1984 geplaatst en onthuld door zijn broer Purly Lucas en pleegbroer Eric Duinmeijer. Omdat de herdenking in de loop der jaren steeds minder mensen trok, werd deze vanaf 2018 vervangen door een manifestatie op de Dam met sprekers uit de politiek en de antiracismebeweging. Vanaf dat jaar is de herdenking omgedoopt in Herdenking Kerwin Lucas (Duinmeijer) om meer recht te doen aan de officiële naam van het slachtoffer en aan de gevoelens van de biologische familie.
Sinds 2019 bepleit de Amsterdamse tak van de politieke partij BIJ1 om op de Dam een gedenksteen te plaatsen ter nagedachtenis aan Kerwin Duinmeijer. In 2020 kon de herdenking van Kerwin op de Dam niet doorgaan vanwege de maatregelen tijdens de coronacrisis in Nederland. In enkele dagbladen werd er wel aandacht aan besteed.
De Frank Boeijen Groep schreef naar aanleiding van de moord op Kerwin het nummer 'Zwart wit'. Zanger Frank Boeijen werd naar eigen zeggen door de politie gewaarschuwd omdat er aanwijzingen waren voor gewelddadige repercussies en kreeg daarom tijdelijk politiebescherming. In Diemen werd een straat naar Kerwin Duinmeijer vernoemd. Deze werd later hernoemd in Kerwin Lucasstraat.
In december 1984 verscheen de documentaire Kerwin, teken van de tijd van regisseur Froukje Bos. Hierin worden gesprekken en discussies gevoerd met jongeren en beelden getoond van acties tegen racisme. Naast de documentaire Profiel: Nico Bodemeijer, gemaakt voor de omroep Human, verscheen in 2008 de fictieve film Skin van regisseur Hanro Smitsman. Deze is geïnspireerd op het geweldsmisdrijf en de achtergrond, de motieven en het eigen gezichtspunt van de dader. In december 2023 verscheen de driedelige documentaire Kerwin van regisseur Sacha Vermeulen, waarin Purly Lucas, Nicoline Duinmeijer en andere betrokkenen terugkijken op het leven en de dood van Kerwin. De serie was in eerste instantie online bij  NPO Start te zien en werd op 21 maart 2024, de Internationale Dag Tegen Racisme en Discriminatie, in een ingekorte versie uitgezonden op NPO 3.